# Erwin Pyka
Erwin Pyka (ur. 19 stycznia 1936 w Bobrku) – polski piłkarz grający na pozycji napastnika.

## Kariera
Urodzony w Bobrku (obecnie dzielnica Bytomia) Erwin Pyka karierę piłkarską rozpoczął w 1956 roku w Polonii Bytom, z którą w sezonie 1956 awansował do ekstraklasy, w której zadebiutował 21 sierpnia 1957 roku w przegranym 1:4 meczu wyjazdowym z Ruchem Chorzów. Po zdobyciu w sezonie 1958 wicemistrzostwa Polski odszedł do Stali Mielec, z którą w sezonie 1960 awansował do ekstraklasy. Po sezonie 1961 odszedł do Arkonii Szczecin, z którą w sezonie 1962 awansował do ekstraklasy oraz reprezentował barwy klubu w jedynych jego sezonach w ekstraklasie (1962/1963 – 6. miejsce, 1963/1964 – 14. miejsce (spadek)).
Łącznie w ekstraklasie rozegrał 79 meczów, w których zdobył 12 goli.

## Sukcesy
Polonia Bytom
- Awans do ekstraklasy: 1956
- Wicemistrzostwo Polski: 1958

Stal Mielec
- Awans do ekstraklasy: 1960

Arkonia Szczecin
- Awans do ekstraklasy: 1962